# Гайдарбеков Гайдарбек Абдулайович
Гайдарбеков Гайдарбек Абдулайович (рос. Гайдарбек Абдулович Гайдарбеков, нар. 6 жовтня 1976 в Каспійську, СРСР) — російський боксер, заслужений майстер спорту Росії, олімпійський чемпіон (2004 рік) та срібний призер Олімпійських ігор (2000) , чемпіон Європи (2004).

## Аматорська кар'єра
На Іграх доброї волі 1998 переміг Мухаммеда Хікал (Єгипет) і Джермейна Тейлора (США), а у фіналі програв Хуану Ернандес Сьєрра (Куба).

### Олімпійські ігри 2000
- 1/16 фіналу:Переміг Уткірбека Хайдарова (Узбекистан)  — 11-10
- 1/8 фіналу:Переміг Еромоселе Альберта (Нігерія)  — 19-9
- 1/4 фіналу:Переміг Джеффа Лейсі (США)  — TKO
- 1/2 фіналу:Переміг Жолта Ердеї (Угорщина)  — 24-16
- Фінал:Програв Хорхе Гутьєрресу (Куба)  — 15-17

На чемпіонаті Європи 2000 програв в першому бою Адріану Д'якону (Румунія).
На чемпіонаті Європи 2002 програв в першому бою Лучіану Буте (Румунія).

### Чемпіонат Європи 2004
- 1/16 фіналу:Переміг Олега Машкіна (Україна)  — 34-13
- 1/8 фіналу:Переміг Мамаду Діамбанга (Франція)  — 36-14
- 1/4 фіналу:Переміг Мар'яна Сіміона (Румунія)  — RSCO 3
- 1/2 фіналу:Переміг Джавіда Тагієва (Азербайджан)  — RSCO 3
- Фінал:Переміг Лукаса Вілашека (Німеччина) — RSCO 3

### Олімпійські ігри 2004
- 1/16 фіналу:Переміг Крістофера Камата (Філіппіни)  — 35-13
- 1/8 фіналу:Переміг Шерзода Абдурахмонова (Узбекистан)  — 33-19
- 1/4 фіналу:Переміг Насама Н'дама Н'жикама (Камерун)  — 26-13
- 1/2 фіналу:Переміг Сурія Прасатхінпхімай (Таїланд)  — 24-18
- Фінал:Переміг Геннадія Головкіна (Казахстан)  — 28-18